# Đệ Tam Cộng hòa Bồ Đào Nha
Đệ Tam Cộng hòa Bồ Đào Nha là một giai đoạn trong lịch sử Bồ Đào Nha tương ứng với chế độ dân chủ hiện tại được thiết lập sau khi Cách mạng hoa cẩm chướng ngày 25 tháng 4 năm 1974, đó là chấm dứt chế độ độc đoán của cha của Estados Novo của António de Oliveira Salazar và Marcello Caetano. Ban đầu nó được đặc trưng bởi sự bất ổn liên tục và bị đe dọa bởi khả năng của một cuộc nội chiến trong những năm đầu sau cách mạng. Hiến pháp mới đã được soạn thảo, kiểm duyệt bị cấm, tuyên bố tự do, các tù nhân chính trị được thả ra và các tổ chức Estado Novo lớn đã bị đóng cửa. Cuối cùng, đất nước trao độc lập cho các thuộc địa châu Phi của mình và bắt đầu một quá trình dân chủ hóa dẫn đến việc Bồ Đào Nha gia nhập EEC (Liên minh châu Âu ngày nay) vào năm 1986.

## Bối cảnh

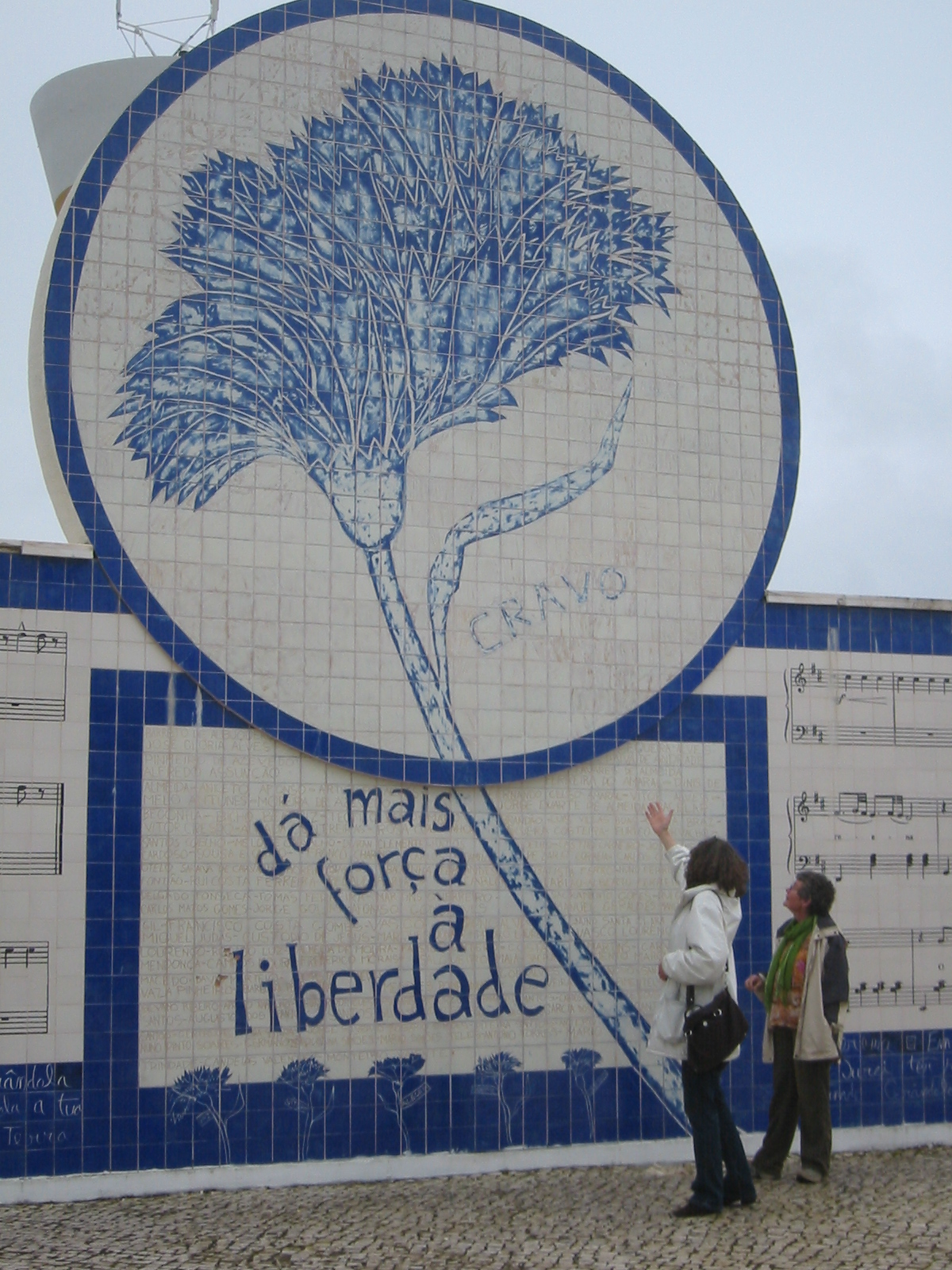
Hoa cẩm chướng, biểu tượng của Cách mạng tuyên bố Đệ Tam Cộng hòa Bồ Đào Nha.

Tại Bồ Đào Nha, năm 1926 đánh dấu sự kết thúc của Đệ Nhất Cộng hòa, trong một cuộc đảo chính quân sự thành lập một chính phủ độc tài có tên Estado Novo, do António de Oliveira Salazar lãnh đạo cho đến năm 1968, khi ông buộc phải từ chức vì vấn đề sức khỏe. Salazar được thành công bởi Marcelo Caetano. Chính phủ phải đối mặt với nhiều vấn đề bên trong và bên ngoài, bao gồm cả Chiến tranh thuộc địa Bồ Đào Nha.
Vào ngày 25 tháng 4 năm 1974, một cuộc đảo chính hầu hết không đổ máu của các nhân viên quân sự trẻ tuổi đã buộc Marcelo Caetano phải từ chức. Hầu hết dân số của đất nước sớm ủng hộ cuộc nổi dậy này. Nó được gọi là Cách mạng hoa cẩm chướng vì việc sử dụng hoa cẩm chướng trên súng trường của binh sĩ như một biểu tượng của hòa bình. Cuộc cách mạng này là sự khởi đầu của Đệ Tam Cộng hòa Bồ Đào Nha. Những ngày sau cuộc cách mạng chứng kiến lễ kỷ niệm rộng rãi cho sự kết thúc của 48 năm độc tài và những chính trị gia lưu vong sớm như Álvaro Cunhal và Mário Soares trở về nước để kỷ niệm Ngày tháng Năm, trong đó trở thành biểu tượng của đất nước giành lại tự do.

## Sau cách mạng
Sau sự sụp đổ của Estado Novo, sự khác biệt bắt đầu xuất hiện theo hướng chính trị mà đất nước nên thực hiện, bao gồm cả trong quân đội. Cuộc cách mạng chủ yếu là kết quả của công việc của một nhóm các sĩ quan trẻ được thống nhất dưới thời Movimento das Forças Armadas (MFA). Trong nhóm này, có một số quan điểm chính trị khác nhau, trong số đó có quan điểm của Otelo Saraiva de Carvalho và được coi là phe cực đoan hơn của phong trào và những người được đại diện bởi Ernesto Melo Antunes, được coi là người ôn hòa hơn.
Thêm vào đó, để đảm bảo thành công của cuộc nổi dậy, MFA đã tìm kiếm sự hỗ trợ giữa các bộ phận bảo thủ của quân đội đã bị ngăn cản với chính phủ Caetano, người đứng đầu trong số đó là cựu Thủ lĩnh Lực lượng Vũ trang, Tướng Francisco da Costa Gomes và Tướng António de Spínola. Cả hai đã bị trục xuất khỏi Estado-Maior-General das Forças Armadas vì chỉ trích chính phủ.
Các quan điểm chính trị khác nhau đã được đại diện rộng rãi bởi ba nhóm không chính thức, bao gồm cả quân đội và dân thường. Tuy nhiên, ngay cả trong các nhóm có chung quan điểm chính trị cũng có những bất đồng đáng kể.
- những người bảo thủ: trong quân đội, được đại diện bởi Costa Gomes và Spínola và trong MFA bởi Melo Antunes. Đại diện dân sự của nó là các chính trị gia từng là một phần của Ala Liberal (Cánh tự do) của Assembleia Nacional (Quốc hội) kêu gọi chuyển đổi sang dân chủ, trong đó có các Thủ tướng tương lai Francisco de Sá Carneiro và Francisco Pinto Balsemão.
- các nhà xã hội: đã ủng hộ việc tạo ra một nhà nước dân chủ xã hội như của Tây Âu và chủ yếu được đại diện bởi Đảng Xã hội và lãnh đạo của nó Mário Soares
- những người cộng sản: đã ủng hộ việc tạo ra một nhà nước cộng sản với một hệ thống kinh tế tương tự như các quốc gia Khối Warszawa. Đại diện chính của nhóm này trong quân đội và MFA là Otelo Saraiva de Carvalho, trong khi đảng chính trị chính bao gồm trong nhóm này là Đảng Cộng sản Bồ Đào Nha (PCP), do Álvaro Cunhal lãnh đạo.

## Những năm 2000
Năm 2001, António Guterres, Thủ tướng từ năm 1995, đã từ chức sau cuộc bầu cử địa phương, và sau cuộc bầu cử lập pháp vào năm sau, ông Jose Manuel Barroso được bổ nhiệm làm Thủ tướng mới.
António Costa, Thủ tướng đương nhiệm

### Euro
Vào ngày 1 tháng 1 năm 2002, Bồ Đào Nha đã sử dụng đồng Euro làm tiền tệ thay cho Escudo.

### Euro 2004
Euro 2004 được tổ chức trên khắp Bồ Đào Nha. Trận đấu cuối cùng đã đượcHy Lạp giành chiến thắng trước Bồ Đào Nha. Một số phòng trưng bày mới đã được xây dựng hoặc xây dựng lại cho sự kiện này. Sự kiện này đã cho Bồ Đào Nha một cơ hội để thể hiện khả năng lưu trữ của mình với phần còn lại của thế giới.

### Bầu cử tổng thống năm 2006
Cuộc bầu cử tổng thống Bồ Đào Nha được tổ chức vào ngày 22 tháng 1 năm 2006 để bầu người kế nhiệm Tổng thống đương nhiệm là ông Jorge Sampaio, người đã bị ngăn cấm tranh cử nhiệm kỳ thứ ba liên tiếp bởi Hiến pháp Bồ Đào Nha. Kết quả là một chiến thắng trong vòng đầu tiên cho Aníbal Cavaco Silva của Đảng Dân chủ Xã hội, cựu Thủ tướng, người đã giành được 50,59% phiếu bầu trong vòng đầu tiên, chỉ hơn đa số yêu cầu để tránh cuộc bầu cử. Tỷ lệ cử tri đi bỏ phiếu là 62,60% cử tri đủ điều kiện.

### Khó khăn về kinh tế
Từ năm 2007-8 trở đi, Bồ Đào Nha bị ảnh hưởng nặng nề bởi cuộc khủng hoảng nợ có chủ quyền châu Âu. Di sản của khoản vay đáng kể từ những năm trước đã trở thành một khoản nợ gần như không bền vững đối với nền kinh tế Bồ Đào Nha, đưa đất nước này đến bờ vực phá sản vào năm 2011. Điều này dẫn đến các biện pháp khẩn cấp để giải quyết các vấn đề cơ cấu trong nền kinh tế, tăng thuế và giảm chi tiêu của khu vực công. Thất nghiệp gia tăng cũng dẫn đến di cư gia tăng.